# Giorgio Vernizzi
Giorgio Vernizzi (1938) è un ex calciatore italiano, di ruolo attaccante.

## Carriera
Tra la fine degli anni cinquanta e l'inizio degli anni sessanta ha vestito la maglia del Carpi, con cui ha segnato 78 gol, diventando il miglior marcatore nella storia del club emiliano alla pari con Gianfranco Poletto. Lascia la squadra biancorossa al termine della stagione 1964-1965.
Nella stagione 1965-1966 ha militato nel Parma, giocando 6 partite in Serie C senza segnare.

## Palmarès

### Club

#### Competizioni regionali
- Prima Categoria: 1

Carpi: 1961-1962

#### Competizioni nazionali
- Serie D: 1

Carpi: 1963-1964